# Natalia Vorónina
Natalia Serguéyevna Vorónina –en ruso, Наталья Сергеевна Воронина– (Nizhni Nóvgorod, 21 de octubre de 1994) es una deportista rusa que compite en patinaje de velocidad sobre hielo.
Participó en los Juegos Olímpicos de Pyeongchang 2018, obteniendo una medalla de bronce en la prueba de 5000 m.
Ganó diez medallas en el Campeonato Mundial de Patinaje de Velocidad sobre Hielo en Distancia Individual entre los años 2015 y 2021, y cinco medallas en el Campeonato Europeo de Patinaje de Velocidad sobre Hielo en Distancia Individual entre los años 2018 y 2022.

## Palmarés internacional
| Juegos Olímpicos                           | Juegos Olímpicos                | Juegos Olímpicos  | Juegos Olímpicos        |
| Año                                        | Lugar                           | Medalla           | Prueba                  |
| ------------------------------------------ | ------------------------------- | ----------------- | ----------------------- |
| 2018                                       | Pyeongchang (Corea del Sur)     | Medalla de bronce | 5000 m                  |
| Campeonato Mundial en Distancia Individual |                                 |                   |                         |
| Año                                        | Lugar                           | Medalla           | Prueba                  |
| 2015                                       | Heerenveen (Países Bajos)       | Medalla de bronce | Persecución por equipos |
| 2016                                       | Kolomna (Rusia)                 | Medalla de bronce | Persecución por equipos |
| 2017                                       | Gangneung (Corea del Sur)       | Medalla de bronce | Persecución por equipos |
| 2019                                       | Inzell (Alemania)               | Medalla de bronce | 3000 m                  |
| 2019                                       | Inzell (Alemania)               | Medalla de bronce | 5000 m                  |
| 2019                                       | Inzell (Alemania)               | Medalla de bronce | Persecución por equipos |
| 2020                                       | Salt Lake City (Estados Unidos) | Medalla de oro    | 5000 m                  |
| 2020                                       | Salt Lake City (Estados Unidos) | Medalla de bronce | 3000 m                  |
| 2021                                       | Heerenveen (Países Bajos)       | Medalla de plata  | 5000 m                  |
| 2021                                       | Heerenveen (Países Bajos)       | Medalla de bronce | Persecución por equipos |
| Campeonato Europeo en Distancia Individual |                                 |                   |                         |
| Año                                        | Lugar                           | Medalla           | Prueba                  |
| 2018                                       | Kolomna (Rusia)                 | Medalla de plata  | Persecución por equipos |
| 2018                                       | Kolomna (Rusia)                 | Medalla de bronce | 3000 m                  |
| 2020                                       | Heerenveen (Países Bajos)       | Medalla de plata  | 3000 m                  |
| 2020                                       | Heerenveen (Países Bajos)       | Medalla de plata  | Persecución por equipos |
| 2022                                       | Heerenveen (Países Bajos)       | Medalla de bronce | Persecución por equipos |